# Ґрабовець (Торунський повіт)
Ґрабовець (пол. Grabowiec) — село в Польщі, у гміні Любич Торунського повіту Куявсько-Поморського воєводства.
Населення — 771 особа (2011).
У 1975-1998 роках село належало до Торунського воєводства.

## Демографія
Демографічна структура станом на 31 березня 2011 року:
|          | Загалом | Допрацездатний вік | Працездатний вік | Постпрацездатний вік |
| -------- | ------- | ------------------ | ---------------- | -------------------- |
| Чоловіки | 398     | 107                | 268              | 23                   |
| Жінки    | 373     | 96                 | 238              | 39                   |
| Разом    | 771     | 203                | 506              | 62                   |